# Slægten Kann i Danmark

## Kann
Slægten Kann i Danmark nedstammer fra Ernst Friderich Johansen Kann (1769-1839). Han var født i fyrstendømmet Waldeck nær Kassel i Tyskland, og indvandrede til Danmark omkring 1787. Dette år blev han ansat af grev Axel Bille Brahe som forst- og jagtbetjent ved stamhuset Hvedholm ved Fåborg. Han har stået i lægdsrullen, og derfra kan man følge hans senere opholdssteder og beskæftigelser. I 1797 var han skytte på Mullerup Gods og tillige avlsbruger i Gudbjerg Sogn mellem Svendborg og Nyborg. I 1798 flyttede han til Bobjerg i nabosognet Lunde Sogn, hvor han indtil 1803 ejede en af ham selv bygget gård. Gården bestod af en længe stuehus og to længer ladehus. Han købte stedet for 1.000 rigsdaler og solgte igen for 1.803 rigsdaler. I 1803 flyttede han til Hillesvig i Vigsnæs Sogn ved Sakskøbing på Lolland. Han var her skovrider under baroniet Guldborgland i 1806. Boede derefter i Hyldtofte i Tågerup Sogn ved Rødby indtil sin død. Der hersker nogen tvivl om hvorvidt han var skovrider på det nærliggende Lungholm Gods.

Den første slægtsbog over Kann-slægten blev udarbejdet af arkitekt Carl Kann (1909-1974), der i 1963 udgav Slægten Kann i Danmark 1787-1963. Inden sin død videregav han sit slægtsarkiv til civilingeniør Aage Kann Rasmussen, der i 1980 udgav en revideret og stærkt udvidet udgave, Slægten Kann i Danmark, på Dansk Historisk Håndbogsforlag ApS.

Denne slægtsbog indeholder navne m.v. på i alt ca. 2.200 efterkommere af Ernst Friderich Johansen Kann - samt indgifte og deres forældre. Af disse ca. 2.200 personer bærer ca. 200 efternavnet Kann.
På baggrund af bl.a. de nævnte slægtsbøger er efterkommere af Ernst Friderich Johansen Kann lagt på Internettet på adressen www.stamtavle.kanns.dk.